# 상주면
상주면(尙州面)는 대한민국 경상남도 남해군의 면이다. 상주면은 남해군 동남부에 자리잡고 있다. 면소재지는 상주리이다. 지세는 80%이상이 험준한 산악으로 금산, 상주해수욕장이 자리잡고 있어 여름이면 수많은 관광객들이 찾아온다.

## 행정 구역
- 상주리(尙州里)
- 양아리(良阿里)

## 교육
- 상주초등학교
- 상주중학교

## 볼거리
- 상주은모래해변

상주 은모래해변은 모래와 숲과 맑은 바다를 가지고 있다. 전국 3대 기도 도량 중의 하나인 보리암과 절경을 자랑하는 금산을 하루 코스로 다녀올 수 있다. 겨울에는 전지훈련을 오는 운동선수들로 백사장이 붐비고 있으며 2면의 천연잔디축구장이 조성된 상주한려체육공원은 전지훈련장으로 더 각광 받을 조건을 갖추고 있다. 봄, 가을에도 수련활동을 갖는 대학생들과 연인들의 발길이 끊이지 않아 4계절 관광지로 발돋움하고 있다.
- 노도

옛날 이곳에서 배의 노를 많이 생산했다 하여 노도(櫓島)라 부른다. 현재는 13가구에 17명의 인구가 거주하고 있으며 배를 타고 청정해역에 나가 고기를 잡기도 하고, 좁은 땅에 농사를 짓기도 하지만, 바다가 넓어 거의 어업으로 삶을 엮어 가고 있다. 1997년 남해문화원에서 서포가 유배생활을 하던 유허와 주변을 정비하고 안내문을 설치했다. 초옥터와 유허비, 허묘, 우물지, 안내문 등을 구경하면서 서포 김만중의 문학작품을 감상할 수 있다.  물고기가 훤히 들여다 보이게 물이 맑으며 볼락, 농어, 감성돔이 잘 잡히는 섬이기는 하지만, 서포 김만중의 유배지로 많이 알려져 있다. 서포는 이곳에서 《사씨남정기》와 《서포만필》 등을 집필했다.
- 세존도

남해군 상주면 상주리에 있는 33,000m2의 섬이다. 세존도는 지형·경관이 매우 우수하고, 식생이 빈약하나 자연성이 높으며, 멸종위기동물인 매가 서식하고 있어 독도 등 도서지역의 생태계보전에 관한 특별법에 의거 특정도서 제33호로 지정되었다.
- 금산

남해군 상주면에 있는 높이 681m의 산이다. 원래는 원효가 이 산에 보광사라는 절을 세웠기 때문에 ‘보광산’이라고도 불렸지만, 이성계가 비단을 덮었다고 해서 조선시대부터 금산이라고 불리게 되었다. 다도해에서 유일하게 체적이 큰 화강암 산임에도 불구하고 토산 성격이 강해 남해안에서 가장 큰 규모의 낙엽수 군락을 이루고 있다.

### 유적
- 보리암
- 상주금산
- 서포 김만중 유허비

## 사건사고
- 1980년 12월 1일 오후 10시20분, 경상 남해군 목도 남방 7km 지점에서 은밀히 접근하는 북한 무장공비간첩건 침투 발생..남해군 무장공비 간첩선 침투 사건